# Euro Truck Simulator
Euro Truck Simulator este un joc simulator de camion creat de SCS Software, folosind OpenGL. 
Euro Truck Simulator a fost lansat pe data de 29 august 2008, iar versiunea Gold Edition pe data de 15 aprilie 2008.
Jucătorul simulează activitatea unui șofer de camioane, având la dispoziție o mică parte din Europa, mai exact țările din mijlocul Europei, acestea fiind Spania, Portugalia, Germania, Franța, Italia, Elveția, Polonia, Austria, Belgia, Republica Cehă, Olanda și Marea Britanie, dar Marea Britanie a fost disponibil doar în versiunile 1.2 si 1.3.
Jocul este stabilit în Europa care dispune de modelele de camioane din Europa și sunt dotate cu instrumente de lucru reale, cum ar fi indicatorii de intermitente, de temperatură și lumini de avertizare a combustibilului, ștergătoare.
Camioanele incluse în joc sunt: Mercedes-Benz Actros (cunoscut sub numele de Majestic), Renault Magnum (cunoscut ca Runner), Scania R-series (cunoscut ca Swift) și Volvo FH16 (cunoscut ca Valiant).